# Notarcha
Notarcha là một chi bướm đêm thuộc họ Crambidae.

## Các loài
- Notarcha obrinusalis (Walker, 1859)
- Notarcha aurolinealis (Walker, 1859)
- Notarcha chrysoplasta Meyrick, 1884
- Notarcha polytimeta (Turner, 1915)